# Absorption (technique de combat)
Pour les articles homonymes, voir Absorption.
L’absorption est une action défensive qui consiste à accompagner le coup adverse pour annihiler son effet. Certains athlètes se servent de ce mode défensif pour riposter efficacement après avoir appâté une attaque adverse. Absorber un coup est différent d’encaisser un coup. 

## Galerie

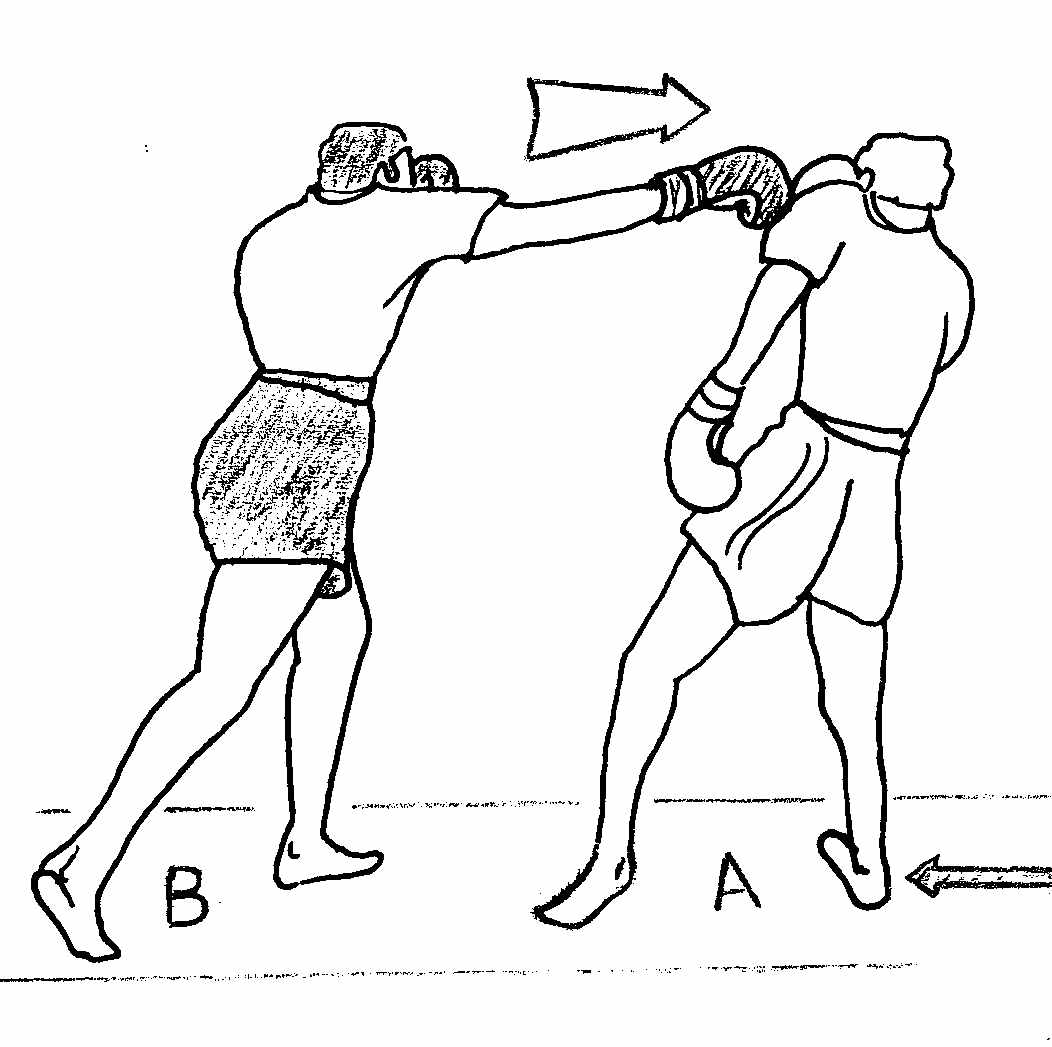
Absorption d’un direct long du bras arrière par une inclinaison du tronc en arrière.
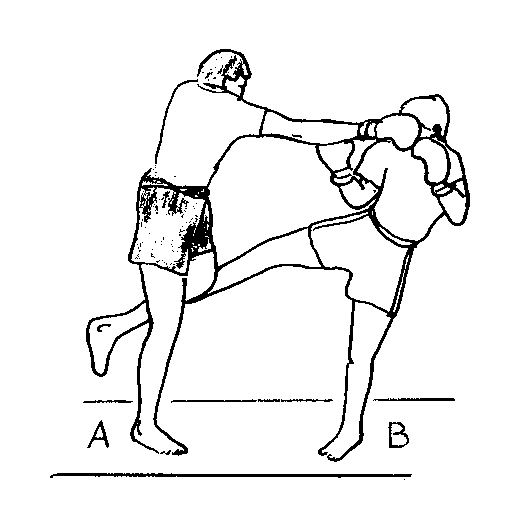
Absorption d’un coup de pied bas (low kick) associé à un contre en direct plongeant.